# گلن پست
گلن پست (انگلیسی: Glen Post) (زاده ۱۹۵۲) کارآفرین، حسابدار و مدیر ارشد اجرایی آمریکایی است، که در حال حاضر به‌عنوان مدیر عامل اجرایی شرکت سنچری‌لینک فعالیت می‌کند.